# 昌卡亚

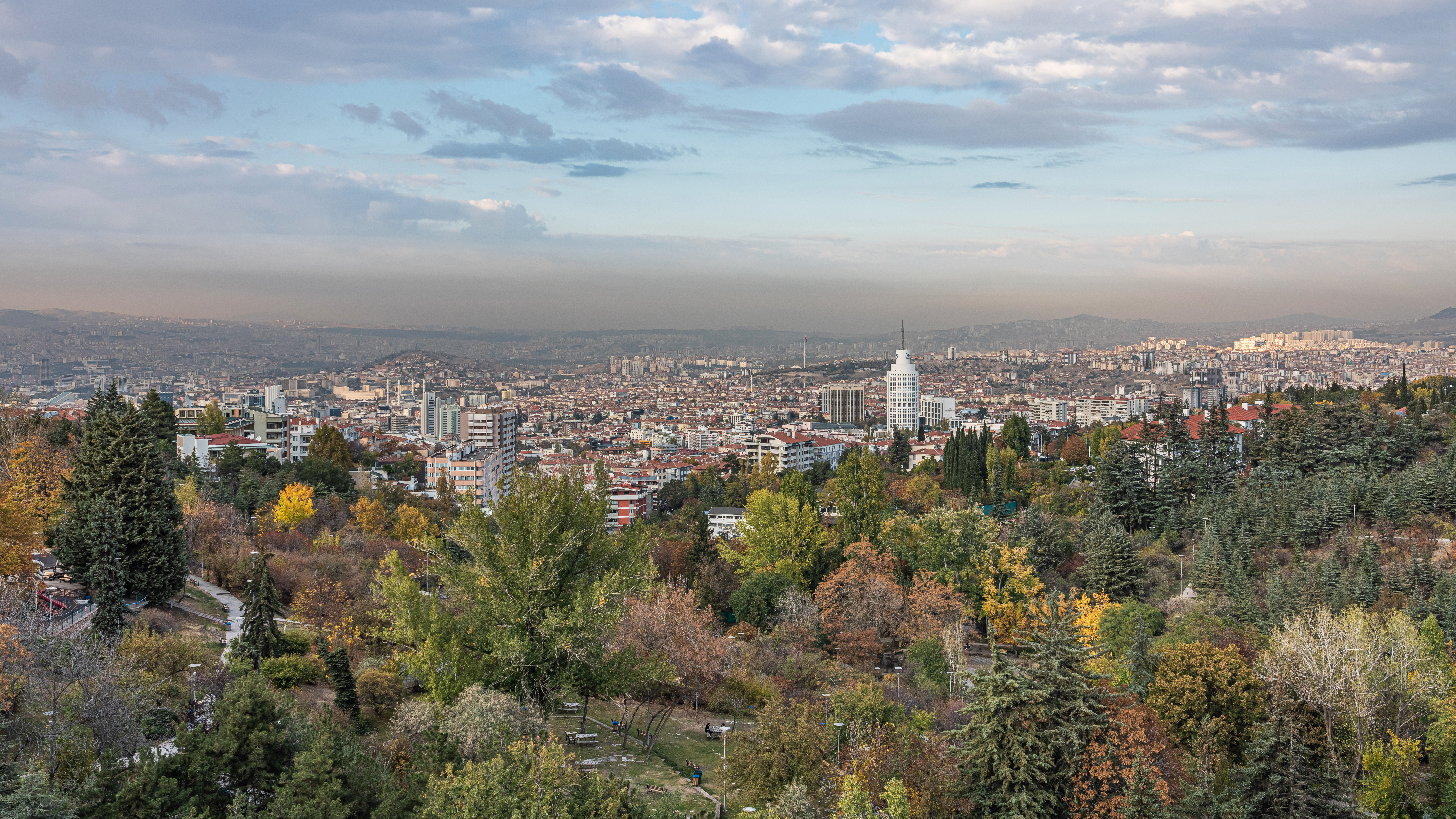
2021年10月的昌卡亚

昌卡亚（土耳其語：Çankaya）是土耳其安卡拉省的一个市镇和县。面积为483平方公里。2022年，人口为942553。许多政府建筑位于昌卡亚，包括土耳其大国民议会以及几乎所有驻土耳其的外国使馆。昌卡亚是一个国际化的区域，被视为安卡拉的文化和金融中心。